# 清河路
清河路是中華人民共和國上海市嘉定區嘉定鎮街道一條西南-東北走向道路，西南起自滬宜公路，東北至博樂路，沿途有嘉定州橋老街。道路全长2.5公里，建於1960年，路名來自道路北侧的清河桥，後來該橋拆除。